# Автонапувалка
Автонапувалка — напувалка з автоматичним подаванням води, автоматично діючий прилад для напування сільськогосподарських тварин. Основна частина автонапувалки — посудина, до якої автоматично надходить вода, коли тварина п'є. Найпоширеніші автонапувалки для напування великої рогатої худоби і свиней (індивідуальні й групові). Розроблено також конструкції автонапувалок для інших тварин і свійської птиці. Автонапування полегшує працю обслуговчого персоналу і дає можливість тваринам пити воду тоді, коли вони відчувають у ній потребу, що сприятливо позначається на їх продуктивності.